# Кругликов, Николай Павлович
Николай Павлович Кругликов (1919, Таганрог, область Войска Донского — неизвестно) — советский государственный деятель, председатель Исполнительного комитета Курганского промышленного областного Совета депутатов трудящихся (декабрь 1962 года — декабрь 1964 года), депутат Верховного Совета РСФСР VI созыва.

## Биография
Николай Павлович Кругликов родился в 1919 году в семье рабочего-железнодорожника в городе Таганроге Таганрогского округа области Войска Донского. В то время территория была под контролем белогвардейского Всевеликого войска Донского, ныне город входит в состав Ростовской области.
После окончания неполной средней школы в городе Фатеже Курской области поступил на учёбу в Курский техникум паровозного хозяйства Наркомата путей сообщения. Получил профессию техника-механика паровозного депо и был направлен на работу на Восточно-Сибирскую железную дорогу. Занимал различные должности от бригадира комплексной бригады до секретаря первичной партийной организации.
С 1942 года член ВКП(б), в 1952 году партия переименована в КПСС.
В 1945 году переведён на работу в город Курган, на Южно-Уральскую железную дорогу.
С 1950 года заведующий отделом пропаганды и агитации Курганского горкома КПСС.
С декабря 1951 года секретарь Курганского горкома ВКП(б), c 1952 года — КПСС.
В 1953 году был направлен на учёбу в Высшую партийную школу при ЦК КПСС.
В 1956 году, после окончания ВПШ вернулся в Курганскую область и работал в партийных и советских органах Кургана и Шадринска.
В декабре 1962 года избран председателем исполкома Курганского областного промышленного Совета депутатов трудящихся.
С декабря 1964 года — заместитель председателя исполкома Курганского областного Совета народных депутатов.
В декабре 1969 году переехал на постоянное место жительства в Пермскую область, где работал до 1982 года.
Избирался депутатом:
- Верховного Совета РСФСР VI созыва (1963—1967), Шадринский округ
- Курганского областного, Курганского и Шадринского городских Советов

Дальнейшая судьба неизвестна.

## Награды и звания
- Орден «Знак Почёта» (1966)
- Медаль «За доблестный труд в Великой Отечественной войне 1941-1945 гг.»